# Покрет 4. мај
Покрет 4. маја (упрош: 五四运动; трад: 五四運動; пин: wǔ sì yùn dòng) био је антиимперијалистички културни и политички покрет у раној савременој Кини. Почевши 4. маја 1919. покрет је означио пораст кинеског национализма, и преразматрање кинеских културних институција, као што је конфучијанизам. Покрет је растао из незадовољства са Версајским уговором, и добио назив Шандонг проблем. Излазивши из Покрета нове културе, крајњи резултат је био драстична промена друштва од које је рођена Комунистичка партија Кине.

## Позадина
Према речима историчарке са Оксфордског универзитета Ране Митер, „Атмосфера и политичко расположење које су се појавиле око 1919. су у средишту низа идеја које су обликовале значајан кинески двадесети век.“ Династија Ћинг се распала 1911. године, што је обележило да је 1911. била крај хиљада година империјалне владавине у Кини, и теоретски је отворио нову еру у којој је политичка моћ номинално почивала на народу. Пошто се империјалистичка Кина ближила крају, правац кинеског политичког живота био је пун неизвесности. Претходно доминантна идеологија, конфучијанизам, имала је дубок утицај на друштвене и политичке односе. Ови идеали су промовисали етичке и моралне принципе у управљању и наглашавали важност мудре владавине за добробит друштва. Након пропасти династије Ћинг, ови принципи су почели да одступају од политичке праксе. Након смрти председника Јуана Шикаија 1916. године, Кина је постала фрагментирана нација којом су доминирали господари рата више забринути за политичку моћ и ривалске регионалне војске. Влада у Пекингу се фокусирала на сузбијање унутрашњег неслагања и није могла учинити мало да се супротстави страном утицају и контроли. Потписивање тајног кинеско-јапанског споразума о заједничкој одбрани од стране кинеског премијера Дуана Ћируија 1918. разбеснело је кинеску јавност када је процурело у штампу и изазвало студентски протестни покрет који је поставио основу за Покрет Четвртог маја. Покрет 1. март у Кореји 1919. године, руска револуција 1917. године, настављени порази од страних сила и присуство сфера утицаја додатно су распламсали кинески национализам међу новонасталом средњом класом и културним лидерима.
Лидери Покрета за нову културу веровали су да су традиционалне конфучијанске вредности одговорне за политичку слабост нације.  Кинески националисти су позвали на одбацивање традиционалних вредности и усвајање западних идеала „господина науке“ (賽先生; 赛先生; Саи кјаншенг) и „господина демократије“ (德先生; Де кјаншенг) уместо „г. Конфучије“ у циљу јачања нове нације. Ови иконокластички и антитрадиционални погледи и програми обликовали су кинеску политику и културу све до данашњих дана.

### Двадесет један захтев
„Двадесет један захтев” је био скуп предлога које је влада Окума Шигенобуа представила администрацији Јуан Шикаја у нади да ће проширити јапанске послове у Кини. Захтеви су се састојали од разних економских, територијалних и империјалистичких одредби. Важна компонента ових захтева односила се на кинеску територију. То је укључивало намере за проширење јапанских интереса у јужној Манџурији, источној Монголији, поред потврде да је Јапан запленио немачке луке у кинеској провинцији Шандонг.
Почетком 1915. кинеској јавности је откривено да је Јапан поднео двадесет и један захтев, што је изазвало пораст политичких тензија и фрустрација према Јапану. У светлу ових открића, кинеска штампа је постала веома критична према Јапану, а погледи кинеских грађана на Јапан су се погоршали. Двадесет један захтев је на крају додао гориво растућим тензијама између две земље, играјући важну улогу у покретању предстојећег Покрета 4. маја.

### Шандонг проблем
Кина је ушла у Први светски рат на страни Тројне антанте 1917. Иако је те године 140.000 кинеских радника послато на Западни фронт као део кинеског радничког корпуса, Версајским уговором ратификованим у априлу 1919. права на немачке територије у Шандунгу додељена су Јапану. Представници кинеске владе изнели су следеће захтеве:
1. Укидање свих привилегија страних сила у Кини, као што је екстериторијалност
2. Отказивање двадесет и једног захтева
3. Вратити Кини територију и права Шандонга, које је Јапан одузео Немачкој током Првог светског рата.
Западни савезници су доминирали састанком у Версају и мало су обраћали пажњу на кинеске захтеве. Европске делегације, које је предводио француски премијер Жорж Клемансо, биле су пре свега заинтересоване за кажњавање Немачке. Иако је америчка делегација промовисала Четрнаест тачака Вудро Вилсона и идеале самоопредељења, нису били у стању да унапреде ове идеале суочени са тврдоглавим отпором Дејвида Лојда Џорџа и Клемансоа. Америчко заговарање самоопредељења у Лиги нација било је привлачно кинеским интелектуалцима, али њихов неуспех да то испоштују сматран је издајом. Овај неуспех дипломатије на Париској мировној конференцији створио је оно што је постало познато као „проблем Шандонг“.

## Протести

### 4. мај 1919. године
Ујутро 4. маја 1919. године, представници студената са тринаест различитих локалних универзитета састали су се у Пекингу и израдили пет резолуција:
1. Да се супротстави давање Шандунга Јапанцима под бившим немачким концесијама.
2. Да се привуче и повећа свест о несигурном положају Кине за народне масе у Кини.
3. Да се препоручи скуп великих размера у Пекингу.
4. Да се промовише стварање студентске уније у Пекингу.
5. Да се одрже демонстрације тог поподнева у знак протеста против услова Версајског споразума.
Поподне 4. маја, преко 4.000 студената Универзитета Јенчинг, Пекиншког универзитета и других школа марширало је са многих тачака да би се окупило на тргу Тјенанмен. Они су узвикивали пароле као што су „борба за суверенитет споља, ослободите се националних издајника код куће“, „Вратите нам Ћингдао!“, „одбаците двадесет један захтев“ и „немојте потписати Версајски уговор“.
Демонстранти су изразили свој бес због савезничке издаје Кине, осудили беспрекорну неспособност владе да заштити кинеске интересе и позвали на бојкот јапанских производа. Демонстранти су инсистирали на оставци тројице кинеских званичника које су оптужили да су сарађивали са Јапанцима. Након што су спалили домове ових званичника и претукли неке од њихових слугу, студенти демонстранти су хапшени, затварани и тешко претучени.
Дана 5. маја, студенти у Пекингу у целини су ступили у штрајк, а у већим градовима широм Кине студенти, патриотски настројени трговци и радници придружили су се протестима. Демонстранти су вешто апеловали на новине и слали представнике да пронесу реч широм земље. Ујутро 6. маја, студенти из Шангаја окупили су се на Универзитету Фудан као одговор на догађаје у Пекингу. До вечери су у различитим кампусима у Шангају одржани састанци и специјални комитети, а пекиншкој влади су послани телеграми у име 33 представника различитих кампуса у Шангају да изразе свој протест. Током наредних неколико дана, покрет је растао у величини. Студенти у Шангају почели су штрајк крајем маја. За то време дошло је до неслагања међу демонстрантима око интензитета протеста, али се видело да се протести у целини интензивирају.
Полиција у Пекингу је 3. јуна ухапсила велики број студената. Како би изразили своје негодовање, штрајку су се придружили привредници и радници у Шангају. Центар покрета се из Пекинга померио у Шангај. Ректори са тринаест универзитета организовали су ослобађање студентских затвореника, а Цај Јуанпеј, директор Универзитета у Пекингу, поднео је оставку у знак протеста. Иако је у овом тренутку догађај дефинисан као протестна акција више класа, свеукупно је то још увек био покрет предвођен студентима.
Новине, часописи, удружења грађана и привредне коморе пружиле су подршку студентима. Трговци су претили да ће обуставити плаћање пореза ако кинеска влада остане тврдоглава. У Шангају је генерални штрајк трговаца и радника скоро уништио читаву кинеску економију. Генерални штрајк је 12. јуна окончан јер је под интензивним притиском јавности пекиншка влада отпустила Цао Ћулина, Џанг Цонгкјанга и Лу Зонгјуа који су били оптужени да су сарађивали са Јапанцима. Ипак, студенти су наставили да изражавају протест против садржаја Версајског мировног уговора организовањем скупова и других догађаја у то време и организовали Националну студентску унију. Коначно, кинески представници у Паризу одбили су да потпишу Версајски уговор: Покрет 4. маја је однео почетну победу која је била пре свега симболична, пошто је Јапан за сада задржао контролу над полуострвом Шандонг и острвима у Пацифику. Чак је и делимичан успех покрета показао способност кинеских друштвених класа широм земље да успешно сарађују уз одговарајућу мотивацију и вођство.